# Вытегра (река)
Вы́тегра — река в Вытегорском районе Вологодской области, часть Волго-Балтийского водного пути.
Берёт начало близ деревни Верхний Рубеж. Исторически река вытекала из Маткозера, которое было спущено в 1886 году, впадает в Онежское озеро. Длина реки — 64 км, площадь бассейна — 1670 км². Вытегра зарегулирована многочисленными шлюзами на всём своём протяжении, соединена с рекой Ковжа (бассейн Белого озера) Мариинским каналом. На реке расположен город Вытегра.

## Этимология
Гидроним Вытегра, по оценке Александра Васильевича Кузнецова, имеет финно-угорское происхождение и восходит к саамским vuotte, vut — «рыболовная тоня» и jarga — «ландшафт устьев рек, впадающих в озёра, где песчанные насосы соседствуют с топкими болотами и протоками». Формат -егра характерен для финно-угорских названий, и широко представлен на Севере европейской части России.

## Бассейн

### Притоки
Основные левые притоки:
- Игинжа (впадает в Великое)
- Палручей
  - Тулинручей
- 22 км: река Кудома (Котовка)
- 24 км: река Тагажма
  - Илекса
- 53 км: река Талица
  - Шавручей

Основные правые притоки:
- 27 км: Нагажма (Сарский ручей)
- 35 км: руч. Тёмный
- 37 км: Сулаймаручей (Тёмный ручей)
- Шима
- 61 км: Мариинский канал

### Озёра
- Большое Карасьозеро (бессточное, бассейн Вытегры)
- Ильинское (бассейн Илексы)
- Матенжское (исток Тагажмы)
- Тагажмозеро (бассейн Тагажмы)
- Гавдозеро (бассейн Тагажмы)
- Кудомозеро (исток Кудомы)
- Саминское (бассейн Вытегры)
- Вихкозеро (бассейн Вытегры)
- Великое (бассейн Вытегры)
- Котечное (бассейн Вытегры)
- Лужандозеро (бассейн Вытегры)

## Данные водного реестра

Карта генерального расположения шлюзов по реке Вытегре, 1802 г.

По данным государственного водного реестра России относится к Балтийскому бассейновому округу, водохозяйственный участок реки — Вытегра, речной подбассейн реки — Свирь (включая реки бассейна Онежского озера). Относится к речному бассейну реки Нева (включая бассейны рек Онежского и Ладожского озера).
Код объекта в государственном водном реестре — 01040100512102000017544.

## Фотографии С. М. Прокудина-Горского. 1909 г

Плотина Св. Ксении
Картонный завод Лопарева Белый Ручей
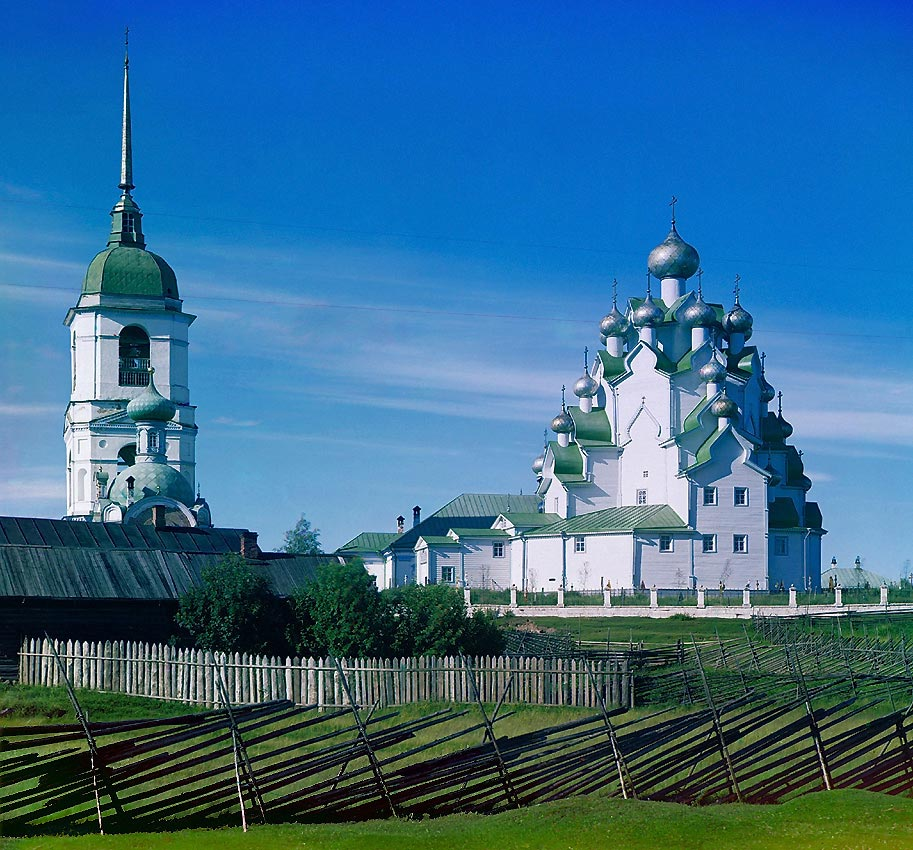
Вытегорский погост. Село Анхимово